# Quality TV
Quality TV, oft auch ausgeschrieben als Quality Television (englisch für „Qualitätsfernsehen“), ist ein Begriff, der im englischsprachigen Raum vornehmlich in der Beschreibung eines hochwertigen Typs von Fernsehserien eingesetzt wird. Obwohl seit längerem in Gebrauch, ist der Begriff erst seit Mitte der 1990er Jahre als generischer Bezeichner zunehmend klarer definiert worden.
Mit dem Erfolg der entsprechenden Serien und ihrer zunehmenden Beachtung vor allem in den Kulturwissenschaften wurde der Begriff auch international übernommen.

## Geschichte
Erstmals tauchte der Begriff, wenngleich nur sporadisch, in der Fernsehkritik der 1970er Jahre auf. Einen Boom erlebte er dann 1981 mit der Ausstrahlung der Serie Polizeirevier Hill Street. In einem Buchtitel führte er sogar zur Synonymisierung des die Serie produzierenden Studios MTM mit dem Begriff: 1985 erschien im British Film Institute der Titel „MTM 'Quality Television'“.
1984 gründete sich in den USA eine Lobbygruppe von Zuschauern namens Viewers for Quality Television für den Erhalt von als hochwertig betrachteten Fernsehsendungen. Bis zu diesem Zeitpunkt war der Begriff Quality TV nie näher definiert worden, erst die VQT lieferte eine erste solche Definition, wenngleich sie nicht objektiv anwendbar war:

„Eine Qualitätsserie klärt auf, bereichert, fordert, bezieht ein und konfrontiert. Sie wagt es Risiken einzugehen, ist aufrichtig und erhellend, appeliert an den Intellekt und berührt das Gefühl. Sie erfordert Konzentration und Aufmerksamkeit und provoziert das Denken. Die Charaktere der Figuren werden erkundet.“

In seinem Grundlagenwerk Television’s Second Golden Age warf der amerikanische Kulturwissenschaftler Robert J. Thompson 1996 einen Blick zurück auf die Entstehung des Phänomens Quality TV und grenzte es anhand von Beispielen wie St. Elsewhere, Cagney & Lacey, Das Model und der Schnüffler, L.A. Law, Die besten Jahre, China Beach, Twin Peaks, Ausgerechnet Alaska und Picket Fences erstmals näher ein. Er bemerkte, Quality TV werde als „besser, anspruchsvoller und kunstvoller als die übliche Kost der Networks“ wahrgenommen und konstatierte „Quality TV ist am besten dadurch definiert, was es nicht ist. Es ist kein „normales“ Fernsehen“.
Auch einige Serien der frühen 90er Jahre werden gelegentlich dazugezählt, seinen Durchbruch erlebte der Begriff jedoch erst ab Ende der 90er Jahre, als Serien wie Oz (1997–2003), Die Sopranos  (1999–2007), Sex and the City (1998–2004), Six Feet Under (2001–2005), oder The Wire (2002–2008) Fernsehserien neu definierten und mit ihnen auch der Begriff Quality TV sich durchsetzte.